# عزيزة إبراهيم
عزيزة إبراهيم مغنية وممثلة صحراوية ولدت يوم 9 يونيو 1976 في مدينة تندوف جنوب غرب الجزائر على مقربة من الحدود المغربية.

## سيرتها الذاتية

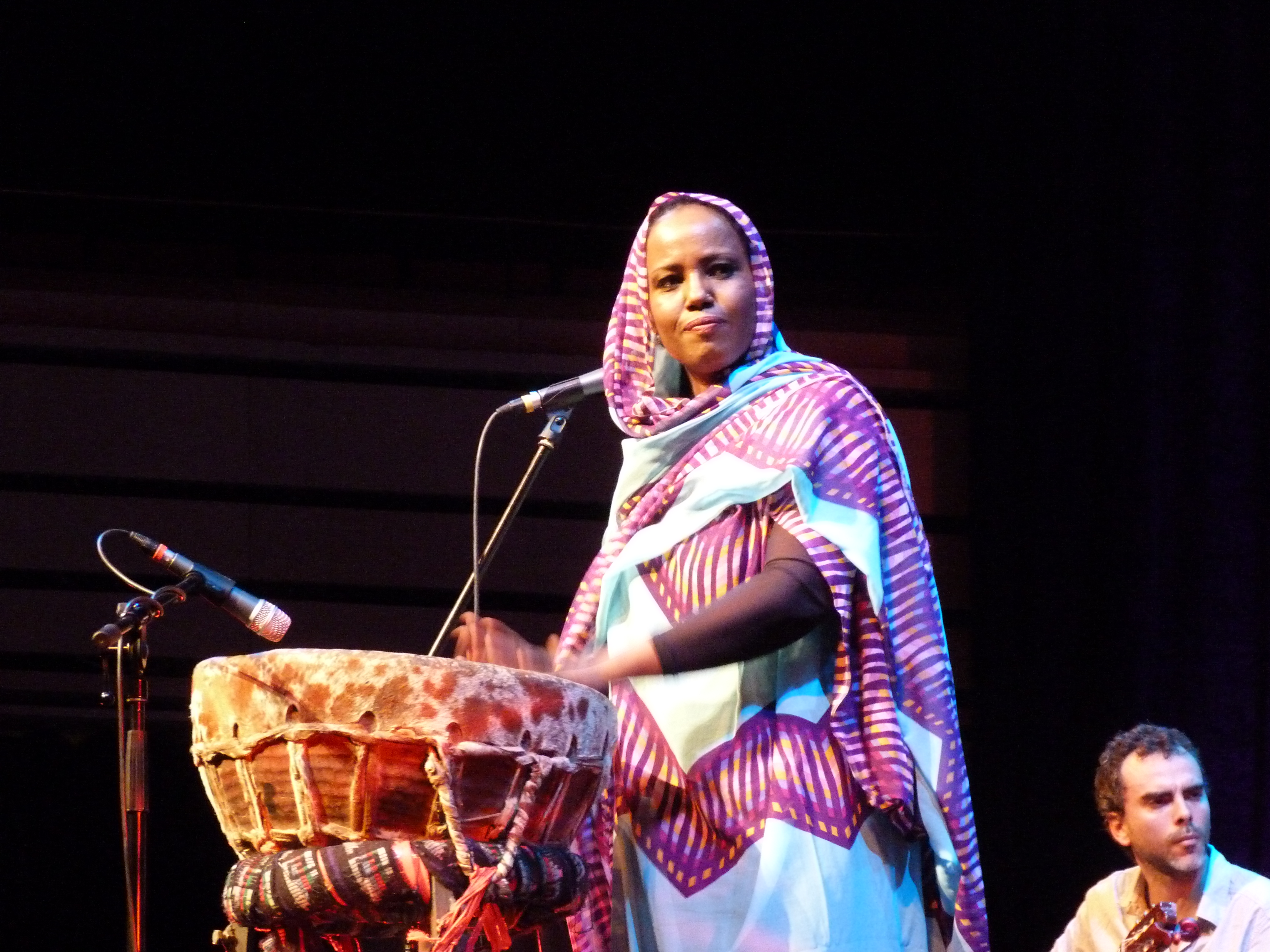
عزيزة إبراهيم تحيي حفلاً موسيقياً في الشارقة ضمن أمسيات برنامج بينالي الشارقة

### حياتها
ولدت عزيزة في عام 1976 في مخيمات اللاجئين الصحراويين، في منطقة تندوف في الجزائر، حيث استقرت والدتها في أواخر عام 1975، وظل والدها في العيون حيث مات لاحقًا. بسبب حرب الصحراء الغربية، لم تقابله عزيزة أبداً.

نشأت عزيزة في الظروف الصحراوية القاسية للمخيمات، الموسيقى كانت تعني لعزيزة على أنها مصدر للترفيه وطريقة طبيعية للتعبير عن مشاعرها الشخصية وأفكار المقاومة.
في سن الحادية عشرة، حصلت على منحة دراسية للدراسة في كوبا، مثل العديد من الطلاب الصحراويين في ذلك الوقت. أرادت أن تدرس الموسيقى، لكن تم رفضها. تركت المدرسة وعادت إلى مخيمات اللاجئين في عام 1995، وواصلت مسيرتها الموسيقية. عاشت منذ عام 2000 في إسبانيا، في ليون، ثم في برشلونة. وهي متزوجة ولديها ابنة.

### مهنتها
في عام 1995، فازت في «مسابقة الأغنية الوطنية الأولى»، في المهرجان الثقافي الوطني للجمهورية العربية الصحراوية الديمقراطية. ثم انضمت إلى «مجموعة الموسيقى الصحراوية الوطنية»، في جولة في موريتانيا والجزائر. في عام 1998، قامت بجولة في أوروبا مع المجموعة الصحراوية ليود، وزارت خلالها إسبانيا وفرنسا وألمانيا. في عام 1999 عادت إلى مخيمات اللاجئين، مسجلة جلسة للراديو الصحراوي الوطني مع موسيقيين من الطوارق من تمنراست، الجزائر. بين عامي 2001 و 2003، تجولت مرة أخرى في إسبانيا وفرنسا وألمانيا مع ليود. في عام 2005، تعاونت مع فرقة الجاز اللاتينية يايابو. وفي عام 2007، أنشأت مجموعة غوليلي مانكو، المكونة من موسيقيين من الصحراء الغربية، وإسبانيا، وكولومبيا، والسنغال، التي خلطت بين الموسيقى الأفريقية التقليدية مع موسيقى البلوز والروك، وسجلت معهم في عام 2008 أول عمل منفرد لها، وهو «مي كانتو (Mi Canto)». في عام 2009 ظهرت أغنية واحدة من إي بي لها في الألبوم التجميعي «استمع إلى المحظور (Listen to the Banned)». منذ عام 2009، تقوم عزيزة إبراهيم بجولة منتظمة في أسبانيا وفرنسا مع مجموعة الباسك 
في عام 2011، شاركت في الفيلم الإسباني «ويلايا» وفي التأليف والإنتاج وتسجيل الموسيقى التصويرية الأصلية.
في شباط / فبراير 2012، أصدرت ريكشن أول LP لعزيزة، بعنوان «مبروك» تكريماً لجدتها، لشهر يونيو. في أبريل، ذكرت مجلة إيفي إيمي أن عزيزة سوف تشارك في طبعة 2012 من مهرجان عالم الموسيقى والفنون والرقص في قصرش.
في عام 2014، أصدرت عزيزة إبراهيم ألبومها الثالث سوتاك (غليتربيت،2014)

## روابط خارجية
- عزيزة إبراهيم على موقع IMDb (الإنجليزية)
- عزيزة إبراهيم على موقع ميوزك برينز (الإنجليزية)
- عزيزة إبراهيم على موقع ديسكوغز (الإنجليزية)
- عزيزة إبراهيم على موقع قاعدة بيانات الفيلم (الإنجليزية)